# ثيودور باور
ثيودور باور (بالألمانية: Theodore Bauer)‏ هو متزلج جماعي ألماني، (و. القرن 20  م).